# Березнегуватський район
Березнегува́тський райо́н існував у південно-східній частині Миколаївської області, на межі з Херсонською областю, межував з Казанківським, Новобузьким, Баштанським та Снігурівським районами. 19 липня 2020 року район було ліквідовано внаслідок адміністративно-територіальної реформи.

## Загальні відомості
Районний центр: Березнегувате. Площа району становить 126372 га (1,26 тис. км².), із них площа сільськогосподарських угідь — 114,2 тис. га. Населення району становить 21,7 тис.
Географічне положення району дуже вигідне. Районний центр — смт Березнегувате займає майже центральне положення на своїй території і практично рівновіддалений (90-100 км) від трьох індустріально і культурно розвинутих міст Півдня України — Миколаєва, Херсона і Кривого Рогу, загальна чисельність населення яких перевищує 1,5 млн чол.
По периметру території району на відстані 25-45 км від райцентру знаходиться 6 залізничних станцій — Снігурівка, Явкине, Новобузька, Біла Криниця та Калініндорф. Крім того, Березнегувате має свою власну залізничну станцію.
На сьогоднішній день в районі налічується 43 населених пункти, включаючи районний центр — смт Березнегувате, які підпорядковані 15 місцевим радам (14 сільським та 1 селищній).

## Природні ресурси
Лісовий фонд ледь перевищує 7 тис. га. Територією району протікає дві річки — Інгулець (притока Дніпра) та Висунь (притока Інгульця). Річка Добра — пересихаюча.

## Клімат
Клімат помірно-континентальний, ґрунти в переважній більшості — південні чорноземи. До 20 % земель району різного ступеня еродовані.

## Населення
Розподіл населення за віком та статтю (2001)
| Стать | Всього | До 15 років | 15-24 | 25-44 | 45-64 | 65-85 | Понад 85 |
| --- | ------ | ----------- | ----- | ----- | ----- | ----- | -------- |
| Чоловіки | 10 853 | 2320        | 1625  | 3386  | 2530  | 959   | 33       |
| Жінки | 12 302 | 2253        | 1497  | 3373  | 2945  | 2040  | 194      |
| \| Статево-вікова піраміда \| Статево-вікова піраміда \| Статево-вікова піраміда \| \| ----------------------- \| ----------------------- \| ----------------------- \| \| Чоловіки \| Вік \| Жінки \| \| 33 \| 85 + \| 194 \| \| 51 \| 80-84 \| 215 \| \| 193 \| 75-79 \| 536 \| \| 363 \| 70-74 \| 717 \| \| 352 \| 65-69 \| 572 \| \| 758 \| 60-64 \| 1001 \| \| 379 \| 55-59 \| 534 \| \| 623 \| 50-54 \| 647 \| \| 770 \| 45-49 \| 763 \| \| 959 \| 40-44 \| 941 \| \| 896 \| 35-39 \| 910 \| \| 775 \| 30-34 \| 734 \| \| 756 \| 25-29 \| 788 \| \| 705 \| 20-24 \| 697 \| \| 920 \| 15-20 \| 800 \| \| 973 \| 10-14 \| 979 \| \| 769 \| 5-9 \| 721 \| \| 578 \| 0-4 \| 553 \| |        |             |       |       |       |       |          |
| Статево-вікова піраміда |        |             |       |       |       |       |          |
| Чоловіки | Вік    | Жінки       |       |       |       |       |          |
| 33 | 85 +   | 194         |       |       |       |       |          |
| 51 | 80-84  | 215         |       |       |       |       |          |
| 193 | 75-79  | 536         |       |       |       |       |          |
| 363 | 70-74  | 717         |       |       |       |       |          |
| 352 | 65-69  | 572         |       |       |       |       |          |
| 758 | 60-64  | 1001        |       |       |       |       |          |
| 379 | 55-59  | 534         |       |       |       |       |          |
| 623 | 50-54  | 647         |       |       |       |       |          |
| 770 | 45-49  | 763         |       |       |       |       |          |
| 959 | 40-44  | 941         |       |       |       |       |          |
| 896 | 35-39  | 910         |       |       |       |       |          |
| 775 | 30-34  | 734         |       |       |       |       |          |
| 756 | 25-29  | 788         |       |       |       |       |          |
| 705 | 20-24  | 697         |       |       |       |       |          |
| 920 | 15-20  | 800         |       |       |       |       |          |
| 973 | 10-14  | 979         |       |       |       |       |          |
| 769 | 5-9    | 721         |       |       |       |       |          |
| 578 | 0-4    | 553         |       |       |       |       |          |

Національний склад населення за даними перепису 2001 року:
| Національність | Кількість осіб | Відсоток |
| -------------- | -------------- | -------- |
| українці       | 20978          | 90,60 %  |
| росіяни        | 1404           | 6,06 %   |
| молдовани      | 333            | 1,44 %   |
| білоруси       | 246            | 1,06 %   |
| вірмени        | 61             | 0,26 %   |
| інші           | 133            | 0,57 %   |

Мовний склад населення за даними перепису 2001 року:
| Мова       | Кількість осіб | Відсоток |
| ---------- | -------------- | -------- |
| українська | 21221          | 91,65 %  |
| російська  | 1565           | 6,76 %   |
| молдовська | 191            | 0,82 %   |
| білоруська | 81             | 0,35 %   |
| вірменська | 53             | 0,23 %   |
| інші       | 44             | 0,19 %   |

Населення району станом на 2015 рік налічувало 20 602 осіб, з них міського — 7 788 (власне Березнегувате), сільського — 12 814 осіб.

## Соціальна сфера
У районі налічується 469,7 км доріг, в тому числі з твердим покриттям — 140,9 км.
На території Березнегуватського району працюють відділення «Приват Банку», «Райффазенбанку Аваль», «Ощадного банку України».
Структура закладів культури складається з 22 клубних та 16 бібліотечних закладів, дитячого початкового спеціалізованого мистецького навчального закладу, районного народного історичного музею.
У смт Березнегувате функціонує районний стадіон «Колос» на 350 посадкових місць.
На території Березнегуватського району знаходяться декілька природних урочищ «Мурахівська балка», «Висунське», «Пришибське», «Яковлівське» та «Біла криниця». На території соснового урочища Біла Криниця знаходиться районна дитяча оздоровча база відпочинку ім. Башкірова, яка була заснована у 1988 році.
Об'єктами туристичного інтересу є:
- Свято-Воскресенська церква в смт Березнегуватому.
- Покровська церква в с. Висунську.
- Церква святого Миколи Чудотворця вперше згадується у 1801 році.

## Історія
Історія Березнегуватського району бере свій початок з 1923 року, коли було проведено новий адміністративно-територіальний поділ. Замість старої системи губернії-повіту-волость введена нова — губернія-округ-район. Згідно з Постановою ВУЦВК 7 березня 1923 року Одеська губернія була розділена на Одеську, Миколаївську, Херсонську, Балтську, Першомайську і Єлисаветградську округи. До складу Миколаївської округи входило 8 районів, серед яких був і Березнегуватський район. За час існування Миколаївської округи в його складі проходило ряд змін.
Постановою ВУЦВК і Радою Народних Комісарів УРСР від 2 вересня 1930 року «Про ліквідацію округів і перехід на двоступеневу систему управління» на території України були ліквідовані округи і створені 503 самостійні одиниці. Березнегуватський район ввійшов до складу Миколаївської області на підставі Постанови ЦВК СРСР 23 вересня 1937 року.
3 березня 1988 року Білоусівську сільську раду передано до складу Великоолександрівського району Херсонської області з Березнегуватського району.
19 липня 2020 року район було ліквідовано внаслідок адміністративно-територіальної реформи.

## Адміністративно-територіальний устрій
У 2013 році з обліку було знято три села:
- Вітрове
- Зелений Гай
- Петрівське

## Пам'ятки
В районі на обліку перебуває 7 пам'яток архітектури, 36 — історії та 2 — монументального мистецтва (обидві — пам'ятники В. І. Леніну).

## Політика
25 травня 2014 року відбулися Президентські вибори України. У межах Березнегуватського району були створені 33 виборчі дільниці. Явка на виборах складала — 54,17 % (проголосували 8 505 із 17 500 виборців). Найбільшу кількість голосів отримав Петро Порошенко — 40,39 % (3 435 виборців); Сергій Тігіпко — 12,24 % (1 041 виборців), Юлія Тимошенко — 12,03 % (1 023 виборців), Олег Ляшко — 9,79 % (833 виборців), Михайло Добкін — 5,56 % (473 виборців). Решта кандидатів набрали меншу кількість голосів. Кількість недійсних або зіпсованих бюлетенів — 1,81 %.